# سبات
السبات (بالإنجليزية: Torpor)‏ هو حالة من انخفاض النشاط الفسيولوجي في الحيوان، وعادة عن طريق انخفاض درجة حرارة الجسم ومعدل الأيض. يمكّن السبات الحيوانات من البقاء على قيد الحياة فترات عدم توافر الغذاء. مصطلح «سبات» يمكن أن يشير إلى الوقت الذي ينفقه السبات الشتوي في درجة حرارة الجسم المنخفضة، من أيام طويلة إلى أسابيع، أو يمكن أن تشير إلى فترة انخفاض درجة حرارة الجسم والتمثيل الغذائي الدائم أقل من 24 ساعة، كما هو الحال في «السبات اليومي».
تشمل الحيوانات التي تخضع للسبات اليومي الطيور (حتى طيور الطنان الصغيرة) وأنواع القوارض (مثل الفئران)، والخفافيش. خلال الجزء النشط من يومهم، تحافظ هذه الحيوانات على درجة حرارة الجسم الطبيعية ومستويات النشاط، لكن معدل الأيض ودرجة حرارة الجسم تنخفض خلال جزء من اليوم (عادة ليلة) للحفاظ على الطاقة. غالبا ما يستخدم السبات لمساعدة الحيوانات على البقاء على قيد الحياة خلال فترات درجات الحرارة الباردة، لأنها تتيح لهم حفظ الطاقة التي من شأنها أن تستخدم عادة للحفاظ على درجة حرارة الجسم عالية.
بعض الحيوانات تذهب موسميا لفترات طويلة من الخمول، مع انخفاض درجة حرارة الجسم والتمثيل الغذائي، ويتألف السبات من نوبات متعددة. نوبة تعرف باسم السبات الشتوي إذا كانت تحدث خلال فصل الشتاء أو السبات الصيفي إذا كانت تحدث خلال فصل الصيف. أما السبات اليومي، فهو لا يعتمد بشكل موسمي، ويمكن أن يكون جزءا هاما من الحفاظ على الطاقة في أي وقت من السنة.
السبات هو عملية تسيطر على التنظيم الحراري بشكل جيد، ليس كما كان يعتقد سابقا، أنها كانت نتيجة لإيقاف التنظيم الحراري. ويختلف السبات من الثدييات غير الشقبانيات (وحشيات حقيقية) في خصائص الاستثارة. الاستثارة الغثيانية تعتمد على الأنسجة الدهنية البنية المنتجة للحرارة كآلية لتسريع إعادة التسليح. آلية الاستثارة الشقبانية غير معروفة، ولكن يبدو أنها لا تعتمد على الأنسجة الدهنية البنية.

## وظائف السبات إلى جانب الحفاظ على الطاقة
الحفاظ على الطاقة في أوقات التوتر من الموارد المنخفضة عن طريق إبطاء معدل الأيض وهو الغرض المشار إليه في المقام الأول من السبات، ولكن هناك أدلة على وظائف فسيولوجية أخرى. واحدة من تلك الوظائف هي الحفاظ على الدهون ولوحظت في الطيور المهاجرة. لوحظ أن طيور الطنان عندما تدخل في حالة السبات تحفظ مخازن الدهون عندما تستريح في الليل لبقية رحلة الهجرة.
تشمل المهام الأخرى المساعدة في التكاثر، وتنمية الشباب، والحفاظ على المياه، والدفاع ضد الطفيليات.

## خيار النوم العميق لناسا عند البعثة إلى المريخ
في تشرين الأول / أكتوبر 2014، أعلنت وكالة ناسا أنها ستبحث عن طريقة لخفض كبير في تكلفة بعثة الإنسان إلى المريخ من خلال وضع الطاقم في حالة سبات طويلة لمدة 90 إلى 180 يوما. السفر أثناء السبات من شأنه أن يقلل من وظائف الأيض الخاصة برواد الفضاء وتقليل متطلبات دعم الحياة خلال البعثات متعددة السنوات.